# Psittacotherium
Psittacotherium (що означає «звір-папуга») — це вимерлий рід теніодонтів з палеоцену Північної Америки. При вазі близько 50 кг і довжині понад 1.1 м він мав розміри, схожі на велику собаку